# Olivier Occéan
Olivier Occéan (Brossard, 23 ottobre 1981) è un ex calciatore canadese, di ruolo attaccante.

## Carriera

### Club
Occéan ha giocato per due stagioni nel Vermont Voltage, squadra statunitense proveniente dall'omonimo stato e facente parte della Premier Development League. Nel 2004 si è trasferito in Norvegia per militare nelle file dell'Odd Grenland, formazione dell'Eliteserien. Ha esordito nella massima divisione in data 12 aprile, schierato titolare nella vittoria per 2-0 sullo Stabæk. Il 18 aprile ha siglato la prima rete, nel successo per 0-2 sul Bodø/Glimt. È rimasto in squadra per un biennio, nel quale ha totalizzato 46 presenze e 22 reti in campionato.
Occéan è passato al Lillestrøm prima dell'inizio dell'campionato 2006. Ha esordito con questa maglia il 9 aprile, schierato titolare nel pareggio per 3-3 contro il Rosenborg, sfida in cui ha trovato anche il gol. Il 16 maggio ha siglato una doppietta, contribuendo al successo per 3-0 sul Molde. Nei quattro anni e mezzo passati in squadra, Occéan ha contribuito alla vittoria del Norgesmesterskapet 2007, segnando una doppietta nella finale vinta per 2-0 contro l'Haugesund. Complessivamente, l'attaccante canadese ha totalizzato 110 presenze e 45 reti tra campionato e coppe.
Nell'estate 2010, Occéan è stato messo sotto contratto dai tedeschi del Kickers Offenbach, squadra facente parte della 3. Liga, terzo livello del campionato locale. Ha disputato il primo incontro con questa maglia il 23 luglio, nella vittoria per 2-0 sul Saarbrücken: nello stesso incontro, ha realizzato una rete per la sua squadra. Il 3 agosto è arrivata la prima doppietta, nel successo per 4-1 sul Bayern Monaco II. Ha chiuso la stagione con 16 reti in 30 presenze in campionato.
Il 25 maggio 2011, il Greuther Fürth ha comunicato sul proprio sito internet d'aver ingaggiato Occéan, che si è legato al nuovo club con un contratto triennale. Ha debuttato nella 2. Bundesliga in data 15 luglio, schierato titolare nella sconfitta casalinga per 2-3 contro l'Eintracht Francoforte. Il 23 luglio sono arrivate le prime reti, con una doppietta nella vittoria per 0-4 in casa dell'Union Berlino. Nel corso dell'intera stagione ha totalizzato 17 reti in 33 partite disputate: Nick Proschwitz del Paderborn 07 ed Alexander Meier dell'Eintracht Francoforte hanno condiviso con lui la vetta della classifica marcatori. Il Greuther Fürth, anche grazie alle sue reti, ha ottenuto la promozione nella Bundesliga.
Nell'estate 2012, Occéan è stato ingaggiato dall'Eintracht Francoforte, compagine militante nella Bundesliga: si è ritrovato così a giocare con il connazionale Rob Friend. Ha esordito nella massima divisione locale in data 25 agosto, impiegato da titolare nella vittoria casalinga per 2-1 sul Bayer Leverkusen. Ha siglato una sola marcatura in campionato, il 16 settembre: è stato autore di un gol nella vittoria per 3-2 sull'Amburgo. Ha quindi chiuso la stagione con 19 presenze e una rete, tra campionato e coppa.
Il 1º luglio 2013, Occéan è passato al Kaiserslautern con la formula del prestito biennale. Ha esordito nella squadra, militante nella 2. Bundesliga, in data 20 luglio: ha sostituito Simon Zoller nel successo per 0-1 sul campo del Paderborn 07. Il 4 ottobre ha realizzato la prima rete in campionato, nel successo per 0-3 sull'Arminia Bielefeld. Ha totalizzato 31 presenze e 6 reti in squadra, tra campionato e coppa, nel corso della prima stagione. Il 10 novembre, Occéan ed il Kaiserslautern hanno trovato un accordo per la risoluzione anticipata dell'accordo che avrebbe previsto la permanenza in squadra del canadese anche per la stagione in corso, in cui non era comunque mai stato impiegato.
Il 6 gennaio 2015, l'Odd ha comunicato sul proprio sito internet d'aver ingaggiato Occéan con la formula del prestito semestrale, fino al 15 luglio. È tornato a calcare i campi norvegesi in data 7 aprile, quando è stato schierato titolare nella vittoria sul campo del Molde col punteggio di 1-2. È tornato al gol in campionato il 10 maggio, nel pareggio per 1-1 contro il Viking. L'8 luglio, l'Odd ha annunciato d'aver trovato l'accordo per rendere definitivo il trasferimento di Occéan, che si è legato al club con un contratto valido fino al 31 dicembre 2017.
Svincolato dall'Odd, in data 1º febbraio 2018 è passato all'Urædd, compagine militante in 3. divisjon, legandosi con un contratto biennale. Ha esordito in squadra il 21 marzo, nella sconfitta per 2-0 patita contro l'Hei, sfida valida per il primo turno di qualificazione al Norgesmesterskapet. Il 15 aprile ha trovato la prima rete, nel 3-0 inflitto al Madla.
Il 1º giugno 2018, è stato resto noto il passaggio di Occéan al Mjøndalen, valido a partire dalla riapertura del calciomercato locale, fissata per il 19 luglio.

### Nazionale
Ha debuttato per il Canada il 30 maggio 2004, subentrando a Iain Hume nella sconfitta in amichevole per 1-0 contro il Galles. Il 9 febbraio 2005 ha segnato la prima rete per la Nazionale canadese, sancendo il successo per 0-1 contro l'Irlanda del Nord, in un'amichevole disputata a Belfast. È stato convocato per la Gold Cup 2015, in cui ha disputato 2 incontri senza andare a segno. Ha giocato in Nazionale fino al 2013, totalizzando 28 presenze e 6 reti.

## Statistiche

### Presenze e reti nei club
Statistiche aggiornate all'29 giugno 2023.
| Stagione               | Club                   | Campionato             | Campionato | Campionato | Coppe nazionali | Coppe nazionali | Coppe nazionali | Coppe continentali | Coppe continentali | Coppe continentali | Supercoppe | Supercoppe | Supercoppe | Totale | Totale |
| Stagione               | Club                   | Comp                   | Pres       | Reti       | Comp            | Pres            | Reti            | Comp               | Pres               | Reti               | Comp       | Pres       | Reti       | Pres   | Reti   |
| ---------------------- | ---------------------- | ---------------------- | ---------- | ---------- | --------------- | --------------- | --------------- | ------------------ | ------------------ | ------------------ | ---------- | ---------- | ---------- | ------ | ------ |
| 2002                   | Vermont Voltage        | PDL                    | 13         | 10         | -               | -               | -               | -                  | -                  | -                  | -          | -          | -          | 13     | 10     |
| 2003                   | Vermont Voltage        | PDL                    | 17         | 9          | -               | -               | -               | -                  | -                  | -                  | -          | -          | -          | 17     | 9      |
| Totale Vermont Voltage | Totale Vermont Voltage | Totale Vermont Voltage | 30         | 19         |                 | -               | -               |                    | -                  | -                  |            | -          | -          | 30     | 19     |
| 2004                   | Odd Grenland           | ES                     | 24         | 14         | CN              | 1               | 0               | CU                 | 4                  | 3                  | -          | -          | -          | 29     | 17     |
| 2005                   | Odd Grenland           | ES                     | 22         | 8          | CN              | 3               | 3               | -                  | -                  | -                  | -          | -          | -          | 25     | 11     |
| 2006                   | Lillestrøm 2           | 2D                     | 1          | 1          | CN              | -               | -               | -                  | -                  | -                  |            | -          | -          | 1      | 1      |
| 2006                   | Lillestrøm             | ES                     | 23         | 7          | CN              | 4               | 4               | CI                 | 3                  | 0                  | RL+RL      | 7+6        | 3+1        | 43     | 15     |
| 2007                   | Lillestrøm             | ES                     | 25         | 12         | CN              | 7               | 3               | CU                 | 2                  | 1                  | -          | -          | -          | 34     | 16     |
| 2008                   | Lillestrøm             | ES                     | 26         | 12         | CN              | 1               | 2               | CU                 | 2                  | 1                  | -          | -          | -          | 29     | 15     |
| 2009                   | Lillestrøm 2           | 2D                     | 1          | 0          | CN              | -               | -               | -                  | -                  | -                  |            | -          | -          | 1      | 0      |
| Totale Lillestrøm 2    | Totale Lillestrøm 2    | Totale Lillestrøm 2    | 2          | 1          |                 | -               | -               |                    | -                  | -                  |            | -          | -          | 2      | 1      |
| 2009                   | Lillestrøm             | ES                     | 14         | 2          | CN              | 2               | 0               | -                  | -                  | -                  | -          | -          | -          | 16     | 2      |
| gen.-lug. 2010         | Lillestrøm             | ES                     | 3          | 1          | CN              | 2               | 1               | -                  | -                  | -                  | -          | -          | -          | 5      | 2      |
| Totale Lillestrøm      | Totale Lillestrøm      | Totale Lillestrøm      | 91         | 34         |                 | 16              | 10              |                    | 7                  | 2                  |            | 13         | 4          | 127    | 50     |
| 2010-2011              | Kickers Offenbach      | 3L                     | 30         | 16         | CG              | 3               | 0               | -                  | -                  | -                  | -          | -          | -          | 33     | 16     |
| 2011-2012              | Greuther Fürth         | 2L                     | 33         | 17         | CG              | 5               | 2               | -                  | -                  | -                  | -          | -          | -          | 38     | 19     |
| 2012-2013              | E. Francoforte         | BL                     | 18         | 1          | CG              | 1               | 0               | -                  | -                  | -                  | -          | -          | -          | 19     | 1      |
| 2013-2014              | Kaiserslautern         | 2L                     | 27         | 3          | CG              | 4               | 3               | -                  | -                  | -                  | -          | -          | -          | 31     | 6      |
| 2015                   | Odd                    | ES                     | 27         | 15         | CN              | 2               | 1               | UEL                | 8                  | 4                  | -          | -          | -          | 37     | 20     |
| 2016                   | Odd                    | ES                     | 28         | 10         | CN              | 1               | 0               | UEL                | 2                  | 1                  | -          | -          | -          | 31     | 11     |
| 2017                   | Odd                    | ES                     | 24         | 2          | CN              | 2               | 0               | UEL                | 6                  | 1                  | -          | -          | -          | 32     | 3      |
| Totale Odd             | Totale Odd             | Totale Odd             | 125        | 49         |                 | 9               | 4               |                    | 20                 | 9                  |            | -          | -          | 154    | 62     |
| feb.-lug. 2018         | Urædd                  | 3D                     | 8          | 9          | CN              | 1               | 0               | -                  | -                  | -                  | -          | -          | -          | 9      | 9      |
| lug.-dic. 2018         | Mjøndalen              | 1D                     | 14         | 5          | CN              | -               | -               | -                  | -                  | -                  | -          | -          | -          | 14     | 5      |
| 2019                   | Mjøndalen              | 1D                     | 25         | 6          | CN              | 2               | 1               | -                  | -                  | -                  | -          | -          | -          | 27     | 7      |
| Totale Mjøndalen       | Totale Mjøndalen       | Totale Mjøndalen       | 39         | 11         |                 | 2               | 1               |                    | -                  | -                  |            | -          | -          | 41     | 12     |
| 2021                   | Urædd                  | 4D                     | 10+2       | 10+1       | CN              | -               | -               | -                  | -                  | -                  | -          | -          | -          | 12     | 11     |
| 2022                   | Urædd 2                | 6D                     | 2          | 3          |                 | -               | -               | -                  | -                  | -                  | -          | -          | -          | 2      | 3      |
| 2022                   | Urædd                  | 3D                     | 21         | 7          | CN              | 1               | 0               |                    | -                  | -                  | -          | -          | -          | 22     | 7      |
| Totale Urædd           | Totale Urædd           | Totale Urædd           | 39+2       | 26+1       |                 | 2               | 0               |                    | -                  | -                  |            | -          | -          | 43     | 27     |
| 2023                   | Urædd 2                | 5D                     | 1          | 0          |                 | -               | -               | -                  | -                  | -                  | -          | -          | -          | 1      | 0      |
| Totale Urædd 2         | Totale Urædd 2         | Totale Urædd 2         | 3          | 3          |                 | -               | -               |                    | -                  | -                  |            | -          | -          | 3      | 3      |
| Totale                 | Totale                 | Totale                 | 437+2      | 180+1      |                 | 42              | 20              |                    | 27                 | 11                 |            | 13         | 4          | 521    | 216    |

### Cronologia presenze e reti in Nazionale
| Cronologia completa delle presenze e delle reti in nazionale ― Canada | Cronologia completa delle presenze e delle reti in nazionale ― Canada | Cronologia completa delle presenze e delle reti in nazionale ― Canada | Cronologia completa delle presenze e delle reti in nazionale ― Canada | Cronologia completa delle presenze e delle reti in nazionale ― Canada | Cronologia completa delle presenze e delle reti in nazionale ― Canada | Cronologia completa delle presenze e delle reti in nazionale ― Canada | Cronologia completa delle presenze e delle reti in nazionale ― Canada |
| Data                                                                  | Città                                                                 | In casa                                                               | Risultato                                                             | Ospiti                                                                | Competizione                                                          | Reti                                                                  | Note                                                                  |
| --------------------------------------------------------------------- | --------------------------------------------------------------------- | --------------------------------------------------------------------- | --------------------------------------------------------------------- | --------------------------------------------------------------------- | --------------------------------------------------------------------- | --------------------------------------------------------------------- | --------------------------------------------------------------------- |
| 30-5-2004                                                             | Wrexham                                                               | Galles                                                                | 1 – 0                                                                 | Canada                                                                | Amichevole                                                            | -                                                                     |                                                                       |
| 18-8-2004                                                             | Burnaby                                                               | Canada                                                                | 0 – 2                                                                 | Guatemala                                                             | Qual. Mondiali 2006                                                   | -                                                                     |                                                                       |
| 4-9-2004                                                              | Edmonton                                                              | Canada                                                                | 1 – 1                                                                 | Honduras                                                              | Qual. Mondiali 2006                                                   | -                                                                     |                                                                       |
| 8-9-2004                                                              | San José                                                              | Costa Rica                                                            | 1 – 0                                                                 | Canada                                                                | Qual. Mondiali 2006                                                   | -                                                                     |                                                                       |
| 9-10-2004                                                             | San Pedro Sula                                                        | Honduras                                                              | 1 – 1                                                                 | Canada                                                                | Qual. Mondiali 2006                                                   | -                                                                     |                                                                       |
| 13-10-2004                                                            | Burnaby                                                               | Canada                                                                | 1 – 3                                                                 | Costa Rica                                                            | Qual. Mondiali 2006                                                   | -                                                                     |                                                                       |
| 17-11-2004                                                            | Città del Guatemala                                                   | Guatemala                                                             | 0 – 1                                                                 | Canada                                                                | Qual. Mondiali 2006                                                   | -                                                                     |                                                                       |
| 9-2-2005                                                              | Belfast                                                               | Irlanda del Nord                                                      | 0 – 1                                                                 | Canada                                                                | Amichevole                                                            | 1                                                                     |                                                                       |
| 26-3-2005                                                             | Barcelos                                                              | Portogallo                                                            | 4 – 1                                                                 | Canada                                                                | Amichevole                                                            | -                                                                     |                                                                       |
| 2-7-2005                                                              | Atlanta                                                               | Canada                                                                | 1 – 2                                                                 | Honduras                                                              | Amichevole                                                            | -                                                                     |                                                                       |
| 9-7-2005                                                              | Seattle                                                               | Stati Uniti                                                           | 2 – 0                                                                 | Canada                                                                | Gold Cup 2005 - 1º turno                                              | -                                                                     |                                                                       |
| 12-7-2005                                                             | Foxborough                                                            | Canada                                                                | 2 – 1                                                                 | Cuba                                                                  | Gold Cup 2005 - 1º turno                                              | -                                                                     |                                                                       |
| 25-3-2007                                                             | Devonshire                                                            | Bermuda                                                               | 0 – 3                                                                 | Canada                                                                | Amichevole                                                            | -                                                                     |                                                                       |
| 22-8-2007                                                             | Reykjavík                                                             | Islanda                                                               | 1 – 1                                                                 | Canada                                                                | Amichevole                                                            | 1                                                                     |                                                                       |
| 12-9-2007                                                             | Toronto                                                               | Canada                                                                | 1 – 1                                                                 | Costa Rica                                                            | Amichevole                                                            | -                                                                     |                                                                       |
| 20-11-2007                                                            | Durban                                                                | Sudafrica                                                             | 2 – 0                                                                 | Costa Rica                                                            | Amichevole                                                            | -                                                                     |                                                                       |
| 10-9-2008                                                             | Tuxtla Gutiérrez                                                      | Messico                                                               | 2 – 1                                                                 | Canada                                                                | Qual. Mondiali 2010                                                   | -                                                                     |                                                                       |
| 8-10-2010                                                             | Kiev                                                                  | Ucraina                                                               | 2 – 2                                                                 | Canada                                                                | Amichevole                                                            | -                                                                     |                                                                       |
| 9-2-2011                                                              | Larissa                                                               | Grecia                                                                | 1 – 0                                                                 | Canada                                                                | Amichevole                                                            | -                                                                     |                                                                       |
| 7-10-2011                                                             | Gros Islet                                                            | Saint Lucia                                                           | 0 – 7                                                                 | Canada                                                                | Qual. Mondiali 2014                                                   | 2                                                                     |                                                                       |
| 11-10-2011                                                            | Toronto                                                               | Canada                                                                | 0 – 0                                                                 | Porto Rico                                                            | Qual. Mondiali 2014                                                   | -                                                                     |                                                                       |
| 11-11-2011                                                            | Basseterre                                                            | Saint Kitts e Nevis                                                   | 0 – 0                                                                 | Canada                                                                | Qual. Mondiali 2014                                                   | -                                                                     |                                                                       |
| 15-11-2011                                                            | Toronto                                                               | Canada                                                                | 4 – 0                                                                 | Saint Kitts e Nevis                                                   | Qual. Mondiali 2014                                                   | 1                                                                     |                                                                       |
| 3-6-2012                                                              | Toronto                                                               | Canada                                                                | 0 – 0                                                                 | Stati Uniti                                                           | Amichevole                                                            | -                                                                     |                                                                       |
| 8-6-2012                                                              | L'Avana                                                               | Cuba                                                                  | 0 – 1                                                                 | Canada                                                                | Qual. Mondiali 2014                                                   | 1                                                                     |                                                                       |
| 12-6-2012                                                             | Toronto                                                               | Canada                                                                | 0 – 0                                                                 | Honduras                                                              | Qual. Mondiali 2014                                                   | -                                                                     |                                                                       |
| 7-9-2012                                                              | Toronto                                                               | Canada                                                                | 1 – 0                                                                 | Panama                                                                | Qual. Mondiali 2014                                                   | -                                                                     |                                                                       |
| 12-10-2012                                                            | Toronto                                                               | Canada                                                                | 3 – 0                                                                 | Cuba                                                                  | Qual. Mondiali 2014                                                   | -                                                                     |                                                                       |
| Totale                                                                |                                                                       | Presenze                                                              | 28                                                                    |                                                                       | Reti                                                                  | 6                                                                     |                                                                       |

## Palmarès

### Club

#### Competizioni nazionali
- Coppa di Norvegia: 1

Lillestrøm: 2007